# Til næste sommer
|  | Denne artikel er oprettet af botten PalnaBot ud fra en ekstern database. Den kan derfor have sproglige fejl eller mangler. Denne skabelon kan fjernes efter kontrol af indholdet. |

Til næste sommer er en børnefilm instrueret af Karen Balle efter manuskript af Karen Balle.

## Handling
Strandturen er kedelig, og Katrine (10 år) kan ikke få tiden til at gå. Da hun endelig skal hjem, sker der noget - og måske kommer hun aldrig tilbage.